# چهوتا حمیدپور
چهوتا حمیدپور (به لاتین: Chhota Hamidpur) یک روستا در بنگلادش است که در استان باریسال و در ناحیه باریسال واقع شده است.